# Villesèque-des-Corbières
Villesèque-des-Corbières là một xã của Pháp, nằm ở tỉnh Aude trong vùng Occitanie.
Người dân địa phương trong tiếng Pháp gọi là Villesequois.

## Hành chính
| Danh sách các xã trưởng                |           |                   |      |         |
| Giai đoạn                              | Giai đoạn | Tên               | Đảng | Tư cách |
| tháng 3 năm 2008                       | 2014      | Pierre Vidal      |      |         |
| tháng 3 năm 2001                       | 2008      | Catherine Coustal |      |         |
| Tất cả các dữ liệu trước đây không rõ. |           |                   |      |         |

## Thông tin nhân khẩu
| 1962                                         | 1968 | 1975 | 1982 | 1990 | 1999 |
| -------------------------------------------- | ---- | ---- | ---- | ---- | ---- |
| 454                                          | 455  | 348  | 310  | 306  | 312  |
| Số liệu từ năm 1968: Dân số không tính trùng |      |      |      |      |      |